# All For One Caribbean 2014
All For One Caribbean 2014 was de 2de editie  van het liedjesfestival. Het werd voor de tweede maal gehouden in de Martinikaanse hoofdstad Fort-de-France, maar ditmaal in het Atrium.

## Deelnemende landen
Er namen elf landen deel aan het festival. Vier landen namen voor het eerst deel aan het festival. Dit waren: Guadeloupe, Jamaica, Montserrat en Saint Vincent en de Grenadines. Twee landen daarentegen trokken zich terug na slechts één keer te hebben deelgenomen. Dit waren: Saint Lucia en Sint-Maarten. Opvallend is dat Saint Lucia het festival het jaar voorheen nog wist te winnen.

## Format

### Liedjes
Alle landen waren verplicht één artiest in te zenden die elk twee liedjes moesten zingen. Elk land had ook een jurylid afgevaardigd die de andere landen moest quoteren met een score op 100 punten.

## Uitslag
| Plaats | Land                           | Artiest               | Liedjes                               |
| ------ | ------------------------------ | --------------------- | ------------------------------------- |
| 1      | Dominicaanse Republiek         | Rosaly Rubio          | Ahora tú & Cierra los ojos            |
| 2      | Barbados                       | Rochelle              | How many more & Get over              |
| 3      | Dominica                       | Dary Bobb             | I believe & Just be                   |
| -      | Cuba                           | Chabela               | Que te pedi & Les moulins de mon cœur |
| -      | Guadeloupe                     | Meemee Nelzy          | Siziem kontinan & Doux lendemain      |
| -      | Haïti                          | Jean-François Mandela | Palague                               |
| -      | Jamaica                        | Dave Harriot          | Sweet Jamaica & A little bit longer   |
| -      | Martinique                     | Gee Mylo              | Allé pli wo & Caribbean bambam        |
| -      | Montserrat                     | Dnicess               | Before sunrise & Aud                  |
| -      | Saint Vincent en de Grenadines | G3M                   | Just us two & Forever strong          |
| -      | Trinidad en Tobago             | Gailann               | Can't stop & Dark room                |

## Wijzigingen

### Debuterende landen
- Guadeloupe
- Jamaica
- Montserrat
- Saint Vincent en de Grenadines

### Terugtrekkende landen
- Saint Lucia
- Sint-Maarten